# Adam Jones (giocatore di baseball)
;*Major League Baseball
- Nippon Professional Baseball

Adam LaMarque Jones (San Diego, 1º agosto 1985) è un giocatore di baseball statunitense, esterno centro per gli Orix Buffaloes della Nippon Professional Baseball.

## Carriera

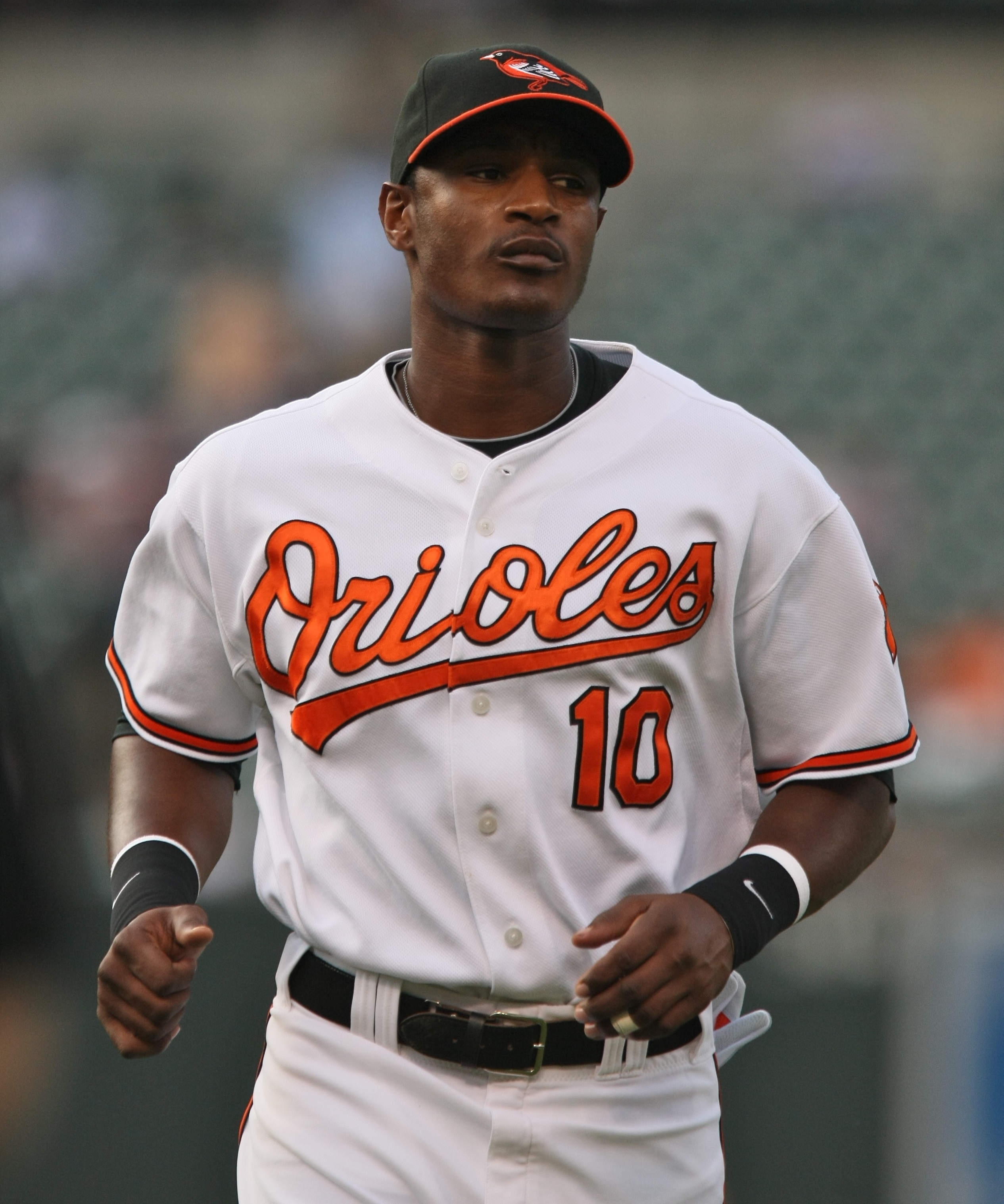
Adam Jones nel 2009

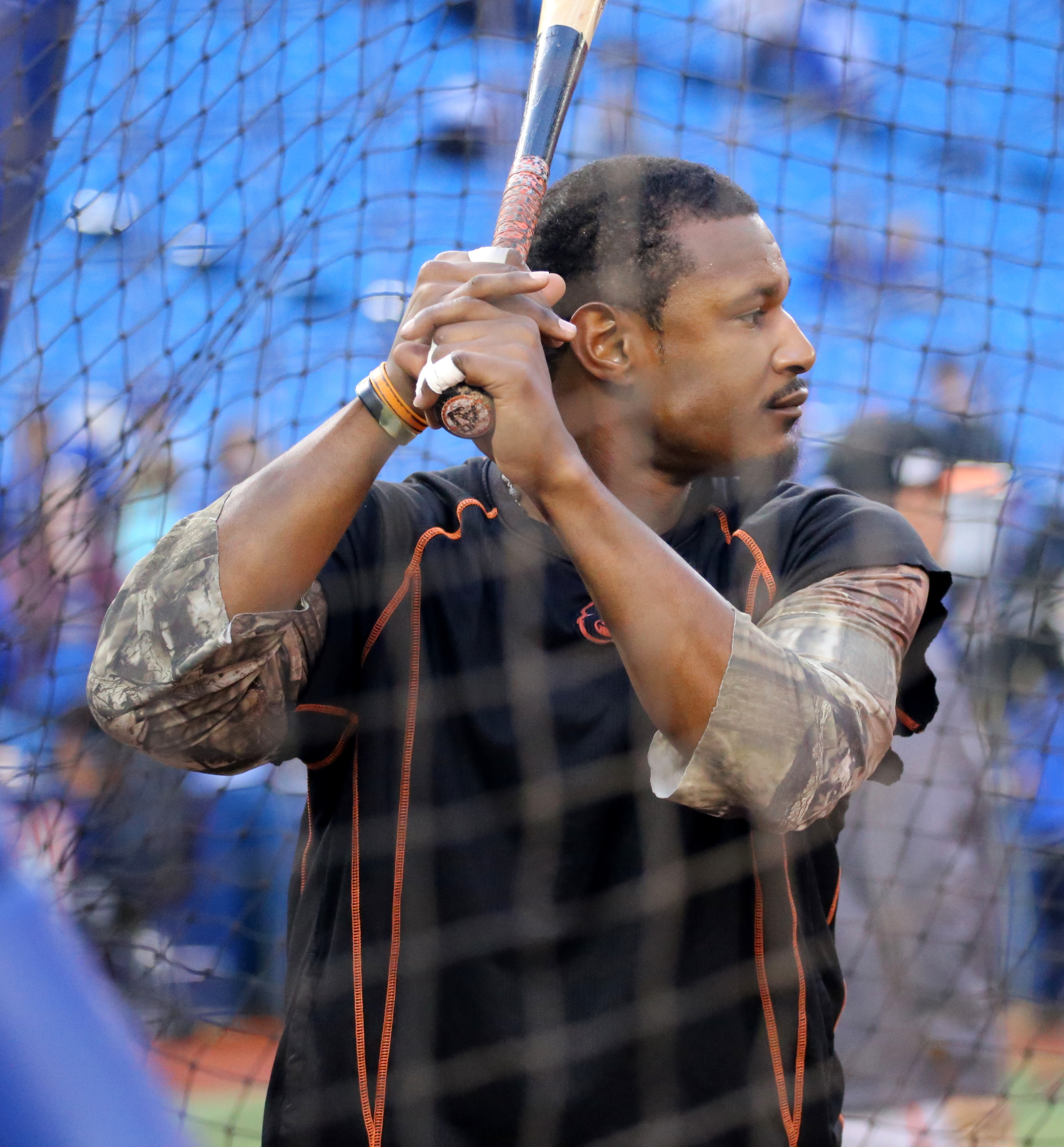
Jones durante un allenamento nel 2016

### Gli inizi e Minor League (MiLB)
Jones è nato a San Diego, California e si diplomò alla Samuel F. B. Morse High School nella sua città natale, prima di venire selezionato nel 1º turno, come 37ª scelta assoluta del draft MLB 2003, dai Seattle Mariners. Venne assegnato alla classe Rookie nel 2003 e giocò nella stagione 2004 in classe A. Nel 2005 giocò sia in classe A-avanzata che in Doppia-A e nel 2006 iniziò la stagione in Tripla-A.

### Major League (MLB)
Jones debuttò nella MLB il 14 luglio 2006, al Rogers Centre di Toronto contro i Toronto Blue Jays. Batté la sua prima valida il 18 luglio contro gli Yankees, e il suo primo fuoricampo il 10 agosto contro i Rangers. Concluse la sua stagione d'esordio con 32 presenze nella MLB e 96 in Tripla-A.
Jones tornò nella major league il 3 agosto 2007, riuscendo a giocare 41 partite in prima squadra, a fronte delle 101 disputate in Tripla-A durante la stagione.
L'8 febbraio 2008, i Mariners scambiarono Jones, George Sherrill e i giocatori di minor league Kam Mickolio, Chris Tillman e Tony Butler con i Baltimore Orioles per Érik Bédard.
Nel 2009 venne convocato per la prima volta per l'All-Star Game e al termine della stagione venne premiato con il Guanto d'oro.
Nel 2013 vinse il suo primo Silver Slugger Award e il suo terzo Guanto d'oro, oltre a essere stato convocato per la terza volta per l'All-Star Game nel corso della stagione.
L'11 marzo 2019, Jones firmò un contratto annuale del valore di 3 milioni di dollari con gli Arizona Diamondbacks, che lo resero free agent al termine della stagione.

### Nippon Pro Baseball (NPB)
Il 10 dicembre 2019, Jones firmò con gli Orix Buffaloes della Nippon Professional Baseball un contratto biennale del valore di 8 milioni di dollari.

## Nazionale
Adam Jones venne convocato dalla nazionale statunitense per il World Baseball Classic 2013 e più tardi per l'edizione 2017; dove gli Stati Uniti trionfarono, guadagnandosi la medaglia d'oro.

## Palmarès

### Individuale
- MLB All-Star: 5

2009, 2012, 2013, 2014, 2015
- Guanti d'oro: 4

2009, 2012, 2013, 2014
- Silver Slugger Award: 1

2013
- Giocatore della settimana dell'American League: 1

6 luglio 2014

### Nazionale
- World Baseball Classic:  Medaglia d'Oro

Team USA: 2017